# 加藤公平
加藤 公平（かとう こうへい、1865年3月4日（元治元年2月7日） - 1923年（大正12年）8月5日）は、戦前日本の政治活動家、実業家、教育者。
本名は加藤 正雄（かとう まさお）。石見国安濃郡（現・島根県大田市）出身。波根東村上川内本加藤家13代目当主。
明治期に石見地方で展開された自由民権運動において、明治自由党石陽部に加わり、小原鉄臣、堀哲三、米田和一らと活動を共にした。

## 自由党石陽部偽党撲滅会
波根八幡宮の偽党撲滅会は、社殿の中央に演台を設け壇上には緋毛布を敷き白地に赤文字で偽党撲滅怪社退治と記した幕を、社殿中は 一面に商燈を点じ聴衆数百人に演説を促がしたものであった。
『第一席には、多久礼造が偽党撹滅去の組合という題にて改進党が偽党であることを弁じ立憲改進党を撲滅するは今日の急務であると演じた。 第二席には加藤菊太郎が外面は菩薩の如く内心は夜叉の如しという題で改進党と三菱会社の不正を攻撃し演じた。 第三席に加藤公平が良薬は金箔を惜らずという題にて同じく立憲改進党を攻撃し、その主意書を党員の行為の相反せる事を論じた。 第四席に堀久太郎(哲三)が我国財政困難の起源という題にて、立憲改進党総理大隈重信の在朝の失政を挙げ、私意で三菱株式会社を保護したことにより国家を衰退させたと演じた。 第五席に小原鉄臣が立憲改進党の組織を論じて偽党たる理由を明らかにし併せて地方同党員の限を醒すという題にて改進党が偽党たるを演説じた。』　